# 2017年夏季世界大學運動會開幕式
2017年夏季世界大學運動會開幕式是2017年夏季世界大學運動會的開幕典禮，於當地時間2017年8月19日19時在臺北田徑場舉行。為確保開幕典禮順利進行，臺北市政府警察局出動了5,600人次警力維安，並設有3層封鎖線。但典禮進行時，場外還是發生陳抗，使字母C以後的選手無法進場，在會場內只見各會員旗幟繞場而不見選手。等狀況排除後，世大運組委會決定讓全部選手一起進場，使會場內原本低迷的氣氛瞬間高漲。
開幕式由中華民國總統蔡英文宣示正式開始，接著先後升起中華臺北會旗、國際大學運動總會會旗，各代表團選手以英文字母順序依次入場。點燃聖火儀式由江宏傑、戴資穎、譚雅婷接棒繞場，最後交給陳金鋒以揮棒方式擊出閃耀的火球，點亮聖火台。

## 籌備工作與電視轉播
世大運開幕式由組委會籌備，連同閉幕式籌備期一同計算，籌備期間達兩年。世大運的總導演原本預定由李小平擔任，但李小平家務繁忙，最後由陳錦誠擔任總顧問。由於當時臺灣的中生代導演都已經接下不少案子，無暇籌備世大運，陳錦誠便找來謝杰樺、廖若涵和林昆穎這三位年輕導演加入團隊，並請來國際導演Hans-Christoph Muecke合作，加上總製作人王雲幼、總策劃安益國際展覽股份有限公司董事長涂建國，他們透過討論設計出開幕式的腳本，期間修改超過五十次。
開幕式表演動員18所藝術表演專業學校系所、42個專業表演團隊，整體演出及工作人員3,800位。並首次運用1,200平方公尺LED地屏螢幕作為演出舞台，搭配離地22公尺，可吊重12噸的空中懸吊系統，呈現三度空間的立體展演。
2017年8月17日至19日開幕式前，世大運聖火暫駐在臺北田徑場正門前、曾迎接1964年東京奧運聖火的毛公鼎造型聖火台。為確保開幕式順利進行，臺北市警察局出動了5,600人次警力，並設有3層封鎖線，分別進行外圍管制、全區巡檢及預防爆裂物和防止無人機攻擊的工作。
在臺灣，開幕式由華視與緯來體育台現場直播。全球直播部分，國際大學運動總會（FISU）秘書長聖羅德（Eric Saintrond）表示有歐洲52個地區、亞太14個地區直播或轉播台北世大運開幕式與賽事。歐洲地區由Eurosport獲得轉播權，將放送到旗下52個地區。若沒有轉播訊號的地區，也可以透過國際大學運動總會官網來收看直播，讓大家都能看到各代表團選手，並為選手們加油。

## 儀式流程

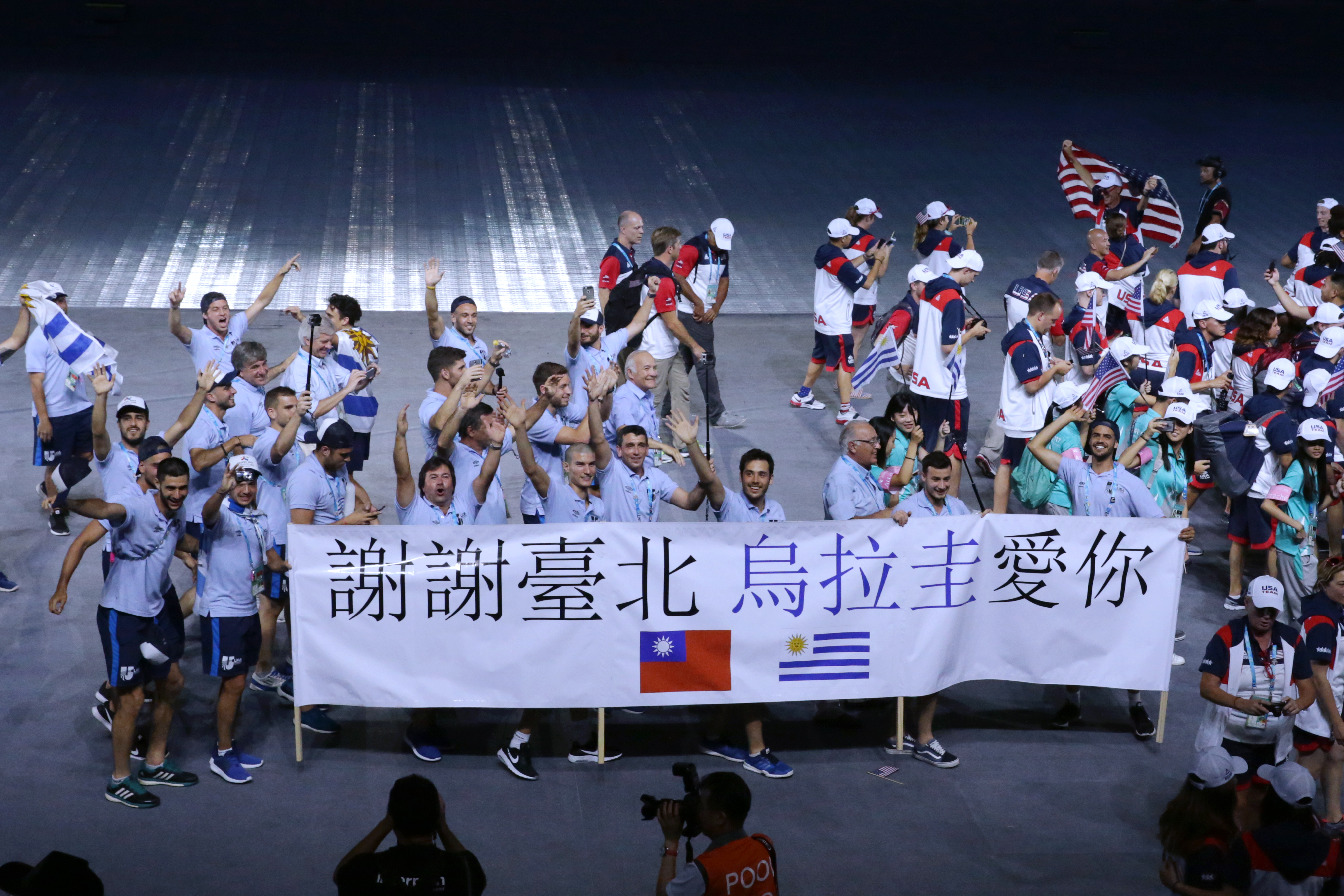
2017年世界大學運動會開幕典禮，各國選手代表與會旗進場

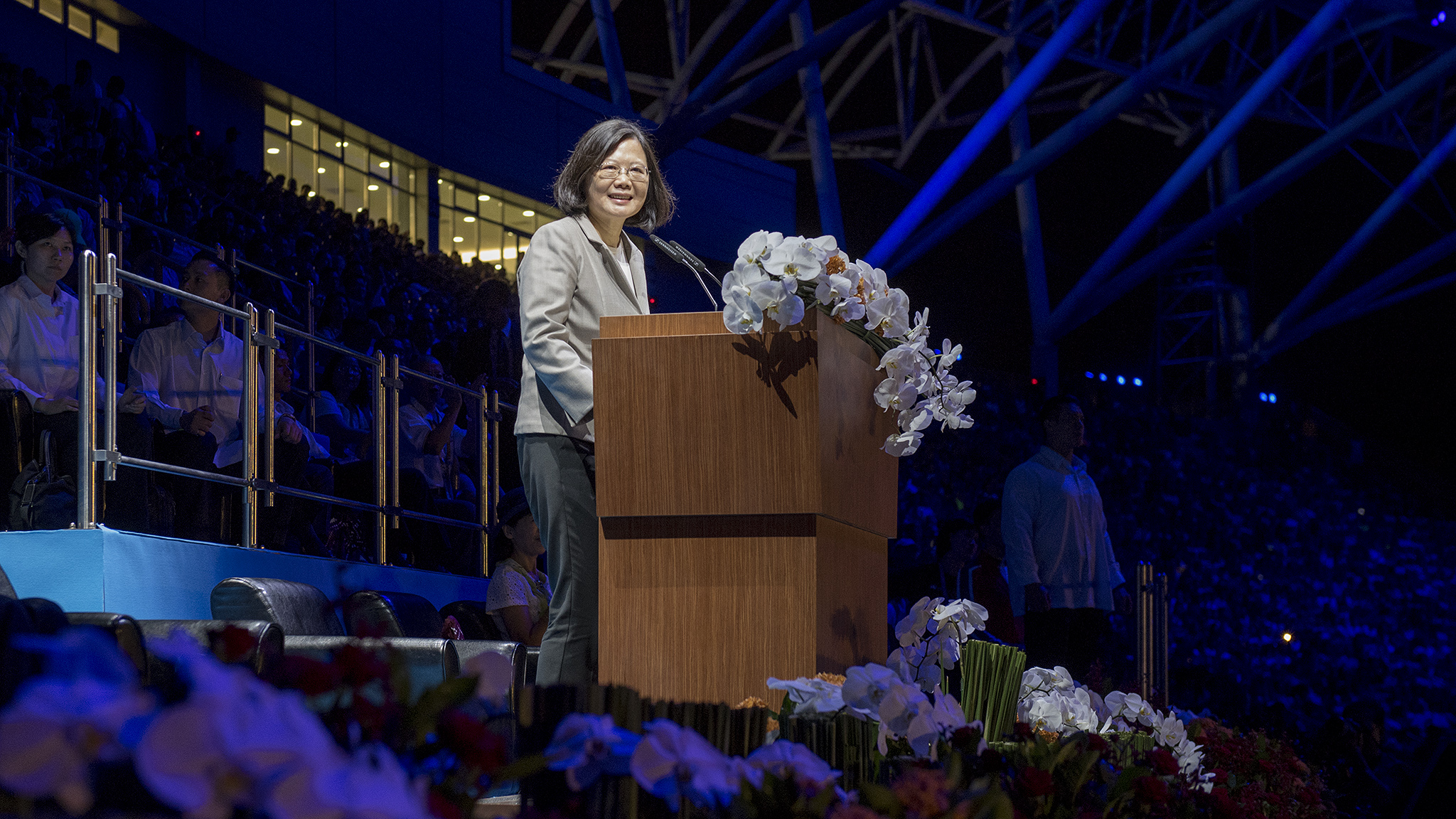
中華民國總統蔡英文宣布2017年臺北世大運正式開始

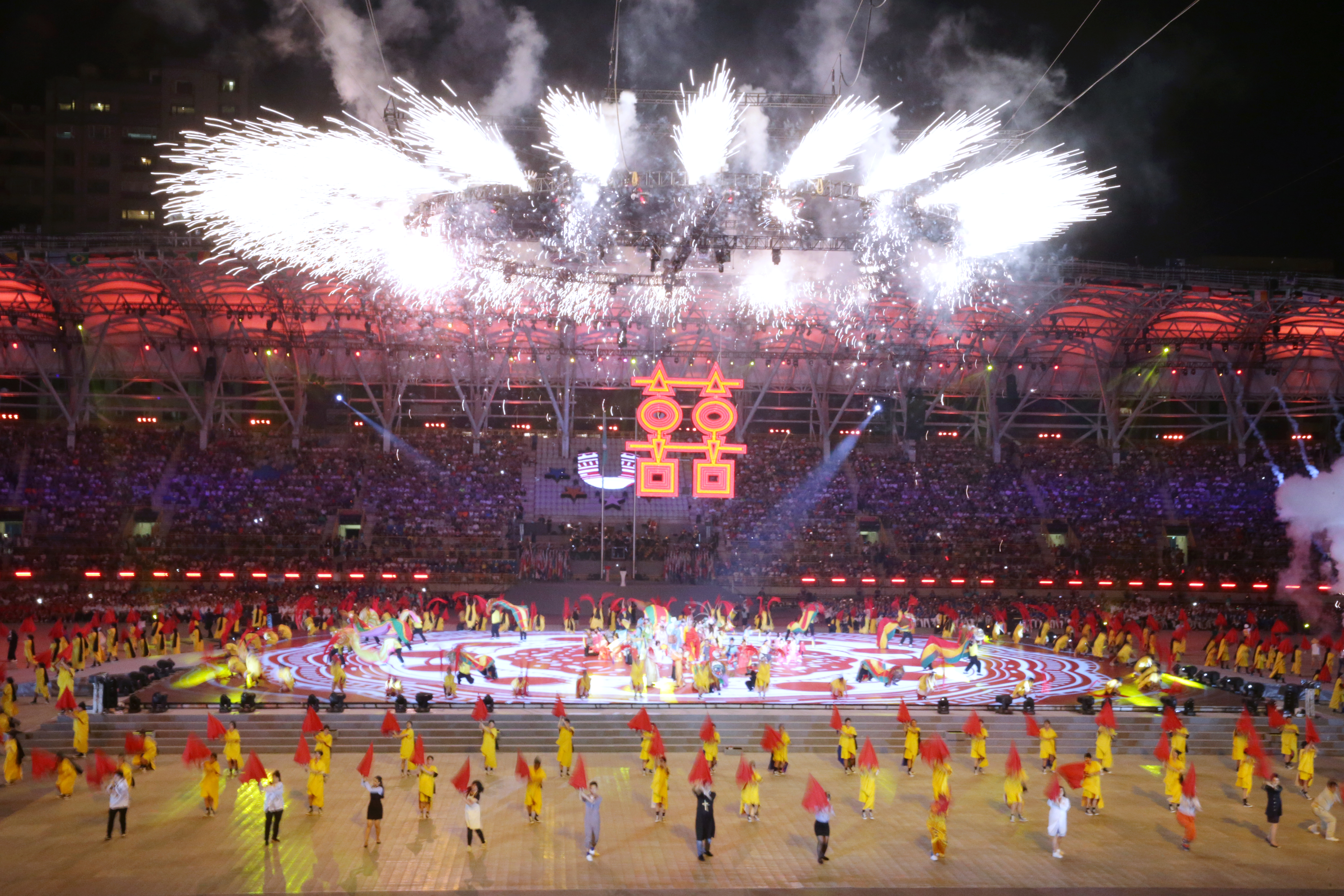
開幕式表演：匯聚台北

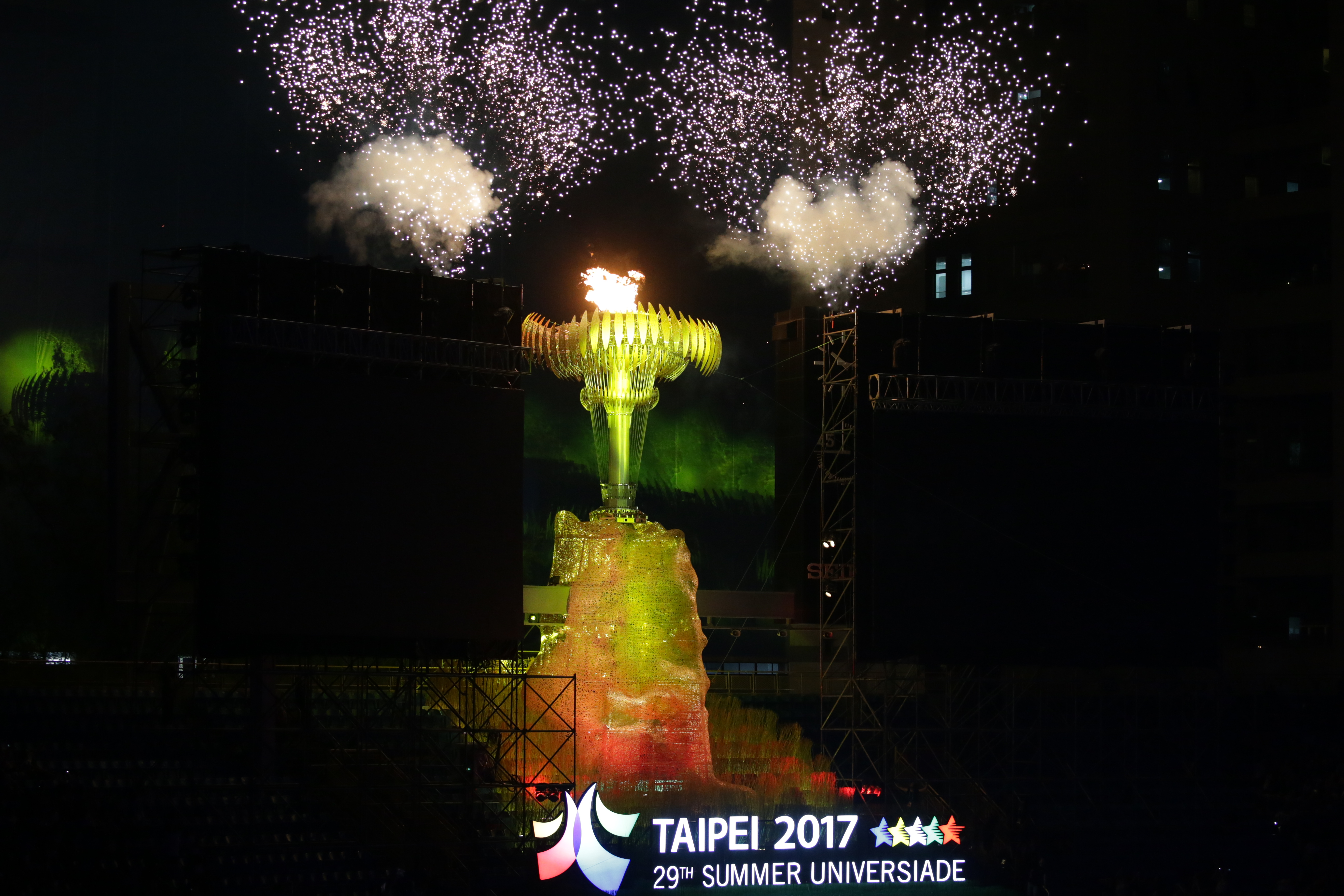
位於臺北田徑場的聖火台

| 時間        | 儀式流程 | 來源  |
| ----------- | --- | ----- |
| 17:30~18:00 | 暖場 | [ 6 ] |
| 18:00~19:00 | 序曲 I-WANT星勢力2017世大運主題曲《擁抱世界擁抱你》                                                                                   | [ 6 ] |
| 19:00~19:06 | 總統蔡英文進場 五月天歌曲《最好的一天》作為倒數時刻的背景音樂 升世大運中華臺北會旗                                                    | [ 6 ] |
| 19:06~20:33 | 運動員進場 | [ 6 ] |
| 20:33~20:48 | 文化表演一：活力島嶼 | [ 6 ] |
| 20:48~21:13 | 臺北市長柯文哲致辭 國際大學運動總會主席奧雷格·麥斯汀致辭 總統蔡英文宣布大會開始 升國際大學運動總會會旗 運動員與裁判宣誓               | [ 6 ] |
| 21:13~21:28 | 文化表演二：匯聚台北（含A-Lin演唱）                                                                                                   | [ 6 ] |
| 21:28~21:40 | 文化表演三：世界部落（含曾宇謙演奏、王力宏演唱）                                                                                      | [ 6 ] |
| 21:40~22:00 | 點燃聖火儀式 由江宏傑、戴資穎、譚雅婷持聖火接棒繞場 陳金鋒點燃聖火 施放焰火（搭配任賢齊歌曲《再出發》） 霍爾斯特行星組曲：木星 Jupite | [ 6 ] |

### 暖場、序曲
暖場、序曲表演是由本屆世大運贊助單位搭配民間團體參與演出，2017世大運主題曲原唱I-WANT星勢力現場演出主題曲《擁抱世界擁抱你》，為臺灣境內直播，主持人由黃子佼、吳姍儒擔任。其後的開幕儀式為全球直播。

### 運動員進場
各代表團選手以英文字母順序依次入場，但場外發生反年改團體突破封鎖線導致C開頭以後的代表團無法入場，最後主辦單位安排讓未入場的隊伍和中華台北隊一起進入場館。烏拉圭代表團舉著印有中華民國國旗與烏拉圭國旗以及「謝謝臺北 烏拉圭愛你」字樣的布條進場。
中國代表團以“航班延误”为由，“技术性缺席”本届世大运开幕式，未派出運動員和隊職員出席開幕典禮。

### 長官貴賓致辭
中華民國總統蔡英文先以「Welcome to Taiwan」致意，接著宣布：「各位女士、各位先生，我現在宣布，2017台北世界大學運動會正式開始。」
台北市長柯文哲表示：「世大運是臺灣有史以來最大的國際運動賽事，臺灣這個美麗的島嶼有豐富的自然生態、多元的族群，臺灣人民總是在一次又一次的挑戰中不畏困難前進！」
國際大學運動總會主席奧雷格·麥斯汀致辭則說：「親愛的朋友們，我知道剛才在開幕典禮外發生一些小狀況，我對延誤感到十分抱歉，但你知道，有時候美好的事物是可以值得等待的，沒有人可以阻止我們的選手、沒有人可以毀掉世大運。」

### 文化表演

#### 活力島嶼
從看見海洋、島嶼生成到島上的四季變化，充分運用臺灣原住民舞蹈時的動態感、儀式和牽手元素。動作包括跳躍、跳蹲和馬步扎，以及手拉手圍繞主舞台的大融舞，傳遞對島嶼的生命禮讚和感恩之心。

#### 匯聚台北
取材臺灣生活文化，包括辦桌、鐵皮屋、夜市、小鋼珠遊戲等都在其中。在小鋼珠遊戲段落時，每位舞者頭上都戴了一頂特製的鋼珠帽，配合腳底下的LED鋼珠台動畫變化隊形，如同鋼珠台上滑來滑去的小鋼珠。

#### 世界部落
展現臺灣透過科技發展連結世界，眾多舞者拿著平板螢幕揮舞，同時也邀請美國瑪莎葛蘭姆舞團首席的旅美舞者簡珮如擔任獨舞、扮演晶圓女神角色。

### 點燃聖火
點燃聖火儀式由江宏傑、戴資穎、譚雅婷接棒繞場，最後交給臺灣棒球選手陳金鋒以揮棒方式擊出火球，點亮聖火台。原先聖火繞場由四位運動接棒進行，在典禮前一天最後一棒女子舉重選手許淑淨透過教練表示因傷無法參加，規劃團隊緊急修改路線，讓典禮順利進行。

## 相關事件

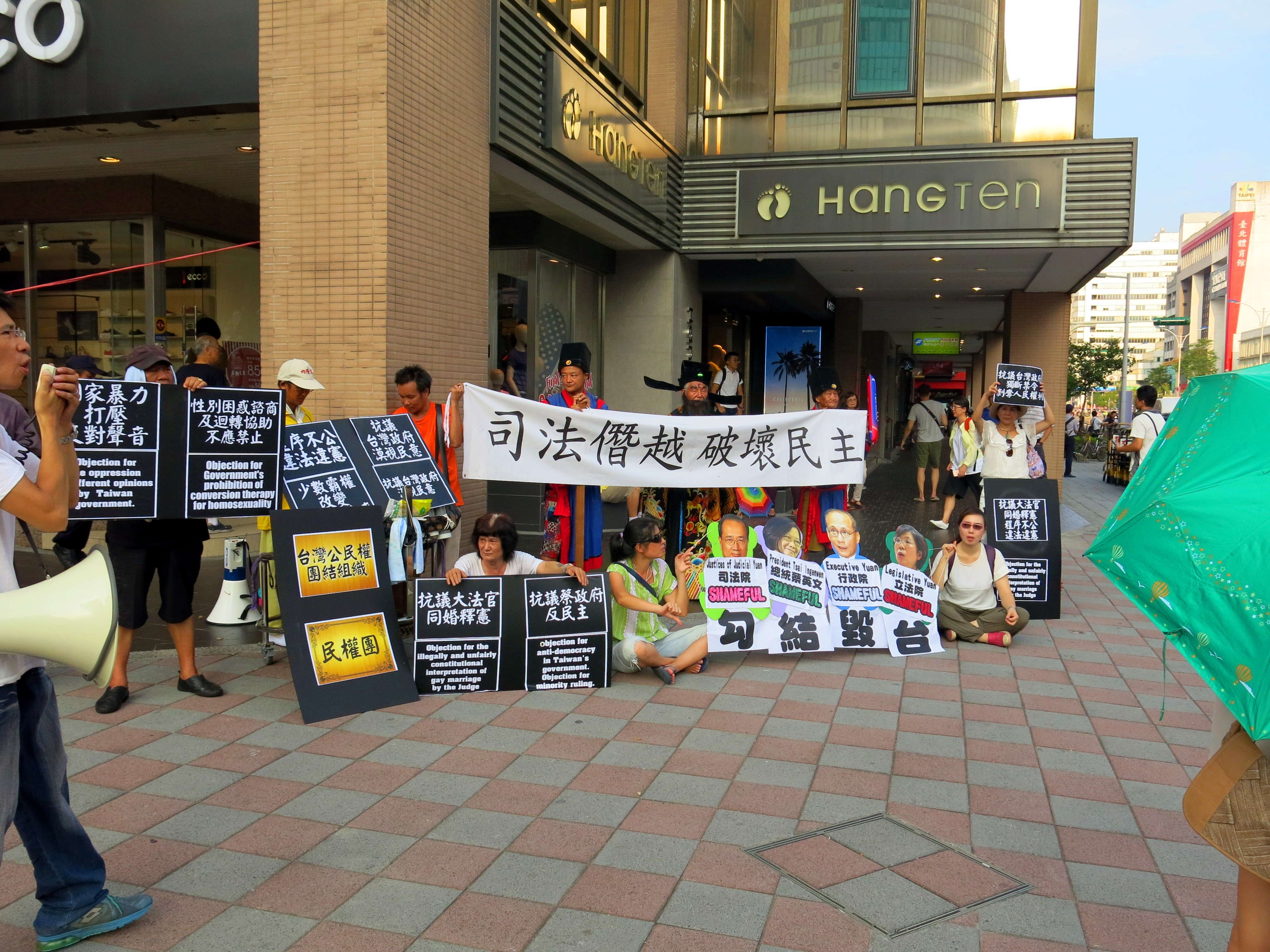
於開幕會場周邊抗議同性婚姻法案的民眾

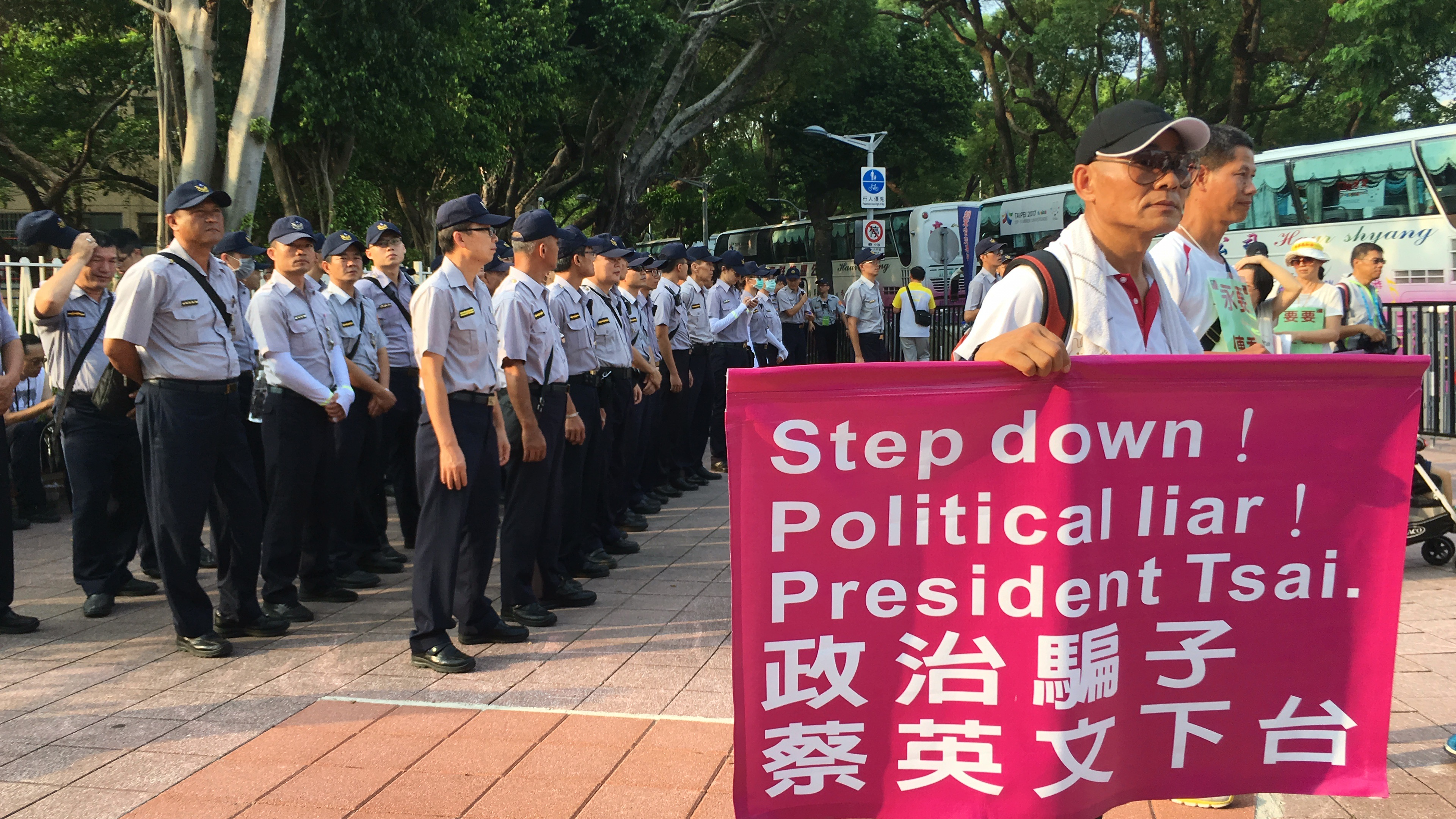
反年金改革團體於臺北世界大學運動會開幕式

在B字母為首的會員進場後，因有臺獨、反同性戀、反年金改革等不同立場的社會團體在場外抗議，反年改團體衝出封鎖線，還出現鳴笛和丟擲煙霧彈的狀況，導致隨後欲進場之代表團動線受阻，長達約40分鐘的期間內只有各會員旗幟及旗手進場。直到中華臺北代表團的選手要進場時，各代表團才一起進入會場。事後，中華民國總統府、行政院、台北市政府均對此事件表示譴責，要求相關單位調查並嚴懲「暴徒」，過去支持反年改團體的中國國民黨亦對此事件表達不認同。8月22日，警方根據現場民眾提供的影片，追查出丟擲煙霧彈是反年改團體的一名陳姓退伍軍人。

## 外部連結
- YouTube上的2017年臺北世大運開幕典禮（公視YouTube轉播服務）